# Vision vom Baum des Lebens
Die Vision vom Baum des Lebens ist eine Vision, die im Buch Mormon geschrieben steht und dort diskutiert wird. Das Buch Mormon ist eine heilige Schrift des Mormonentums und wurde im Jahre 1830 von Joseph Smith veröffentlicht. Nach dem Buch Mormon wurde die Vision dem Propheten Lehi in einem Traum offenbart wie auch später seinem Sohn Nephi in Visionen. Dieser schrieb über die Vision im Ersten Buch Nephi des Buch Mormon.
Es wird gesagt, dass die Vision das spirituelle Schicksal der Menschheit symbolisiere, und sie ist sehr bekannt im Mormonentum. Ein mormonischer Kommentator bezeichnete diese Vision als „eine der reichsten, flexibelsten und weitreichendsten Teile von symbolischer Prophezeiung in den heiligen Schriften“.
Die Vision ist ähnlich einer anderen, die Joseph Smith, Sr. gehabt haben soll, vor der Veröffentlichung des Buch Mormon. Dies berichtete seine Frau. Säkulare mormonische Gelehrte gehen deshalb davon aus, dass die Vision seines Vaters die Quelle war für diese Vision. Apologetische Gelehrte gehen davon aus, dass der Vater von Joseph Smith und Lehi einfach denselben Typ von Vision von Gott bekommen haben.

## Synopsis

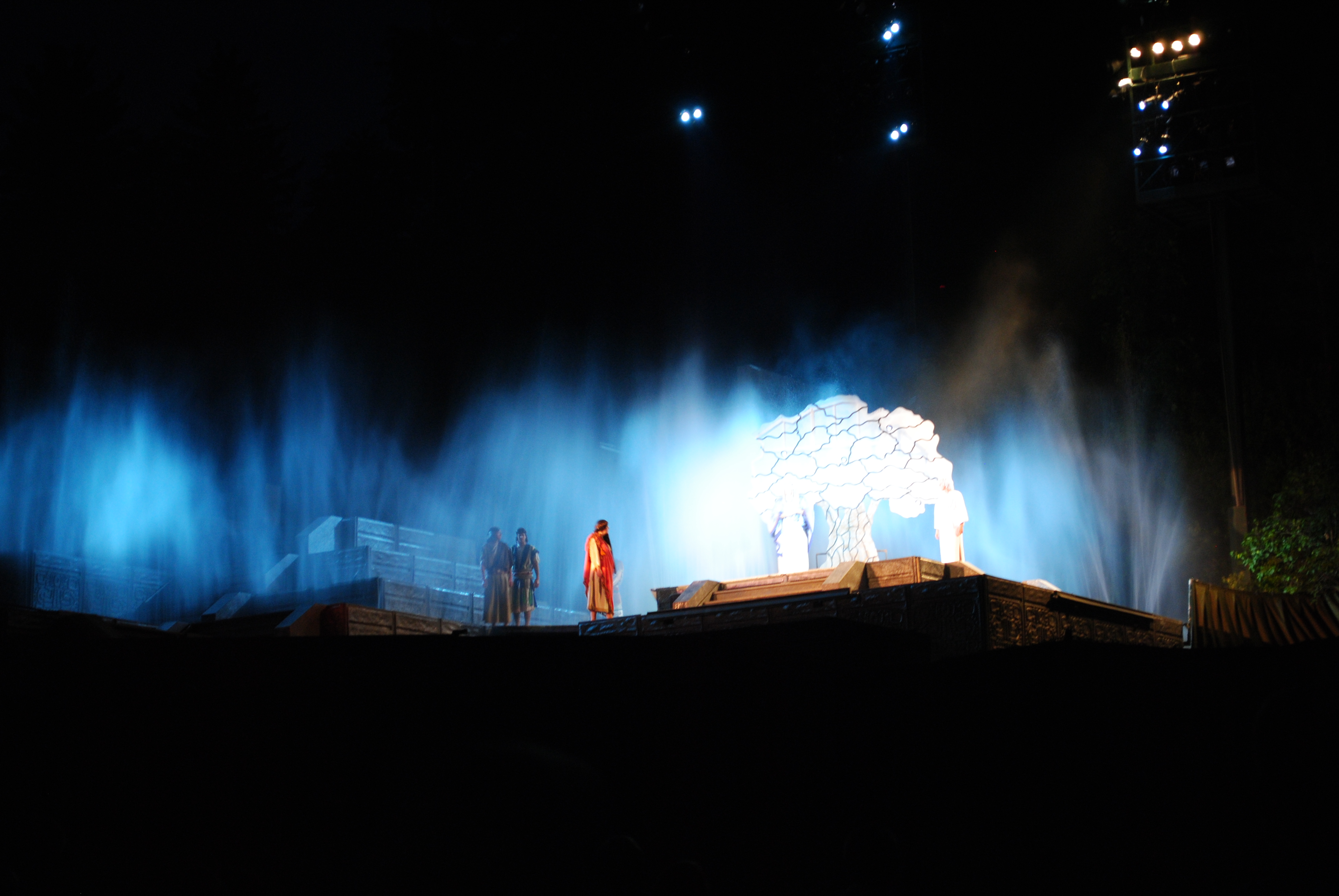
Inszenierung der Vision beim Hügel-Cumorah-Festspiel, 2011

Nach dem Buch Mormon hatte der Prophet Lehi diese Vision während seiner Flucht durch die arabische Wildnis, etwa um 600 v. Chr. Er wachte auf und erzählte sie seinen Kindern, so wie es im achten Kapitel des Ersten Buch Nephi steht. Nephi, der Sohn von Lehi, schrieb diese Vision auf die Goldplatten und hatte später genauso eine Vision, die aber detaillierter war und die er auch auf die Platten schrieb. Nephis Vision enthält auch eine Interpretation der Vision seines Vaters.
In der Vision sind nach Lehis Erzählung folgende Objekte vorhanden:
1. Ein Baum mit weißen Früchten,[6] der die Liebe Gottes und des Weiteren die Sühne symbolisiert.[7]
2. Einen schmalen und engen Pfad,[8] der den Pfad der Erlösung symbolisiert.
3. Eine Eisenstange, die den Pfad entlang läuft,[9] symbolisiert das "Wort Gottes".[10] Festhalten an der Eisenstange bedeutet, dass man sich an das Evangelium Jesu Christi hält und den Versuchungen der Welt widerstehen kann, indem man auf dem schmalen und engen Pfad bleibt.
4. Ein Schleier der Dunkelheit,[11] der die Versuchungen Satans symbolisiert.[12]
5. Ein großes und geräumiges Gebäude,[13] welches den Stolz der Welt symbolisiert.[14] Die vielen Bewohner des Gebäudes lachen und machen sich über die Menschen auf dem schmalen Pfad lustig.

Lehi sieht in der Vision, dass seine Söhne Sam und Nephi und seine Frau Sariah von der Frucht nehmen und deshalb errettet werden. Er sieht, dass Laman und Lemuel nicht von der Frucht nehmen.

## Bedeutung
Die Geschichte ist unter Mitgliedern der Kirche Jesu Christi der Heiligen der Letzten Tage sehr bekannt und wird oft zitiert. Zum Beispiel wird die Eisenstange häufig erwähnt, um darauf hinzuweisen, dass die Lehren Gottes befolgt werden.